# Jallaucourt
Jallaucourt és un municipi francès, situat al departament del Mosel·la i a la regió del Gran Est. L'any 2007 tenia 159 habitants.

## Demografia

### Població
El 2007 la població de fet de Jallaucourt era de 159 persones. Hi havia 53 famílies, de les quals 19 eren unipersonals (11 homes vivint sols i 8 dones vivint soles), 8 parelles sense fills i 26 parelles amb fills.
La població ha evolucionat segons el següent gràfic:
Habitants censats

### Habitatges
El 2007 hi havia 66 habitatges, 60 eren l'habitatge principal de la família, 3 eren segones residències i 3 estaven desocupats. 65 eren cases i 2 eren apartaments. Dels 60 habitatges principals, 47 estaven ocupats pels seus propietaris, 11 estaven llogats i ocupats pels llogaters i 2 estaven cedits a títol gratuït; 5 tenien tres cambres, 14 en tenien quatre i 42 en tenien cinc o més. 51 habitatges disposaven pel capbaix d'una plaça de pàrquing. A 20 habitatges hi havia un automòbil i a 36 n'hi havia dos o més.

### Piràmide de població
La piràmide de població per edats i sexe el 2009 era:
| Homes | Edats   | Dones |
| ----- | ------- | ----- |
| 0     | 95 o +  | 0     |
| 0     | 90 a 94 | 0     |
| 0     | 85 a 89 | 4     |
| 0     | 80 a 84 | 0     |
| 0     | 75 a 79 | 4     |
| 0     | 70 a 74 | 4     |
| 0     | 65 a 69 | 4     |
| 12    | 60 a 64 | 8     |
| 4     | 55 a 59 | 0     |
| 4     | 50 a 54 | 8     |
| 4     | 45 a 49 | 4     |
| 4     | 40 a 44 | 4     |
| 12    | 35 a 39 | 4     |
| 4     | 30 a 34 | 12    |
| 0     | 25 a 29 | 0     |
| 4     | 20 a 24 | 0     |
| 4     | 15 a 19 | 4     |
| 8     | 10 a 14 | 4     |
| 0     | 5 a 9   | 0     |
| 4     | 0 a 4   | 4     |

## Economia
El 2007 la població en edat de treballar era de 98 persones, 76 eren actives i 22 eren inactives. De les 76 persones actives 70 estaven ocupades (37 homes i 33 dones) i 6 estaven aturades (3 homes i 3 dones). De les 22 persones inactives 7 estaven jubilades, 9 estaven estudiant i 6 estaven classificades com a «altres inactius».

### Ingressos
El 2009 a Jallaucourt hi havia 58 unitats fiscals que integraven 166 persones, la mediana anual d'ingressos fiscals per persona era de 17.662 €.

### Activitats econòmiques
Els 2 establiments que hi havia el 2007 eren d'empreses de comerç i reparació d'automòbils.
L'únic servei als particulars que hi havia el 2009 era un taller de reparació d'automòbils i de material agrícola.
L'any 2000 a Jallaucourt hi havia 4 explotacions agrícoles que ocupaven un total de 688 hectàrees.

## Poblacions més properes
El següent diagrama mostra les poblacions més properes.